# Night Blooms
Night Blooms is het debuutalbum van de Noorse muziekgroep The Opium Cartel. The Opium Cartel is een band rondom de musicus John Holm-Lupo ook bekend van White Willow. Het studioalbum werd opgenomen door diverse Noorse musici uit de geschiedenis van White Willow, maar ook met musici van daarbuiten zoals Tim Bowness en Stephen James Bennett van no-man. De muziek bestaat liederen in een combinatie van stemmige ambientachtige folk en progressieve rock. Het is opgenomen in Asker, Stockholm en Oslo

## Musici
- Jacob Holm-Lupo – gitaar, basgitaar, synthesizer, mellotron, zang op Honeybee;
- Mattias Olsson – slagwerk, percussie, mellotron, celesta en andere uitheemse instrumenten;
- Lars Fredrik Frøislie – synthesizers en mellotron;
- Rhys Marsh (onder meer van Anekdoten)– zang op Heavenman, Beach house, Better days ahead
- Rachel Haden ( onder meer van Todd Rundgren) – zang op Flicker girl, By this river, The last rose of summer;
- Sylvia Skjellestad – zang op Skinnydip, Three sleepers
- Stephen James Bennett – zang op Skinnydip
- Tim Bowness – zang op By this river
- Ellen Andrea Wang – basgitaar op Skinnydip, Better days ahead
- Sigrun Eng - cello
- Ketil Vestrum Einarsen – dwarsfluit
- Erik Johannesen – trombone
- Johannes Sjebøe – gitaar op Beach house

## Composities
1. Heavenman
2. Better days ahead
3. Skinnydip
4. By the river (muziek van Brian Eno, Hans-Joachim Roedelius en Dieter Moebius)
5. Three sleepers
6. Honeybee
7. Beach house
8. Flicker girl
9. The last rose of summer